# My Sassy Girl (film, 2001)
Pour les articles homonymes, voir My Sassy Girl.
Pour plus de détails, voir Fiche technique et Distribution.
My Sassy Girl (엽기적인 그녀, Yeopgijeogin geunyeo) est un film sud-coréen réalisé par Kwak Jae-yong, sorti en 2001.

## Synopsis
Kyun-woo, jeune étudiant, rencontre un soir dans le métro une jeune femme passablement saoule. Sous les regards offusqués des usagers du métro qui croient qu'elle est sa petite amie, il l'accompagne dans un hôtel afin qu'elle puisse se reposer. Kyun-woo la revoit finalement dans de meilleures circonstances, découvrant ainsi une jeune femme espiègle et impertinente qui n'a pas sa langue dans sa poche. Petit à petit, Kyun-woo s'attache à elle, malgré les misères qu'elle lui fait subir.

## Fiche technique
- Titre : My Sassy Girl
- Titre original : 엽기적인 그녀 (Yeopgijeogin geunyeo)
- Réalisation : Kwak Jae-yong
- Scénario : Kwak Jae-yong, d'après un roman de Kim Ho-sik
- Production : Shin Chul et Park Geon-seob
- Musique : Kim Hyeong-seok
- Photographie : Kim Sung-bok
- Montage : Kim Sang-bum
- Société de production : Shin Cine
- Pays d'origine : Corée du Sud
- Langue : coréen
- Format : Couleurs - 1,85:1 - Dolby Digital - 35 mm
- Genre : Comédie dramatique et romance
- Durée : 123 minutes / 137 minutes (director's cut)
- Date de sortie : 27 juillet 2001 (Corée du Sud)

## Distribution
- Jun Ji-hyun : La fille
- Cha Tae-hyun : Kyun-woo
- Kim In-mun : Le père de Kyun-woo
- Song Ok-sook : La mère de Kyun-woo
- Han Jin-hee : Le père de la fille

## Autour du film
- Un remake américain, réalisé par Yann Samuell, est sorti en 2008.
- Le film est projeté en France le 13 mars 2004 dans le cadre du festival du film asiatique de Deauville.
- Une suite intitulée Windstruck a été tournée plaçant l'histoire avant My Sassy Girl. C'est une sorte de préquelle qui reprend la même distribution et le même réalisateur.

## Distinctions
- Prix de la meilleure actrice (Jeon Ji-hyeon) et du meilleur scénario adapté d'une œuvre déjà existante, lors des Grand Bell Awards 2002.
- Prix du film le plus populaire, lors du festival FanTasia 2003.
- Prix du meilleur film étranger, lors des Hochi Film Awards 2003.
- Prix du meilleur film asiatique lors des Hong Kong Film Awards 2003.
- Nomination pour le prix du meilleur film étranger, lors des Awards of the Japanese Academy 2004.